# Microchilus hirtellus
Microchilus hirtellus là một loài thực vật có hoa trong họ Lan. Loài này được (Sw.) D.Dietr. mô tả khoa học đầu tiên năm 1852.